# Sébastien Chardonnet
Sébastien Chardonnet (17 oktober 1988) is een Frans rallyrijder.

## Carrière
Sébastien Chardonnet begon zijn competitieve carrière in karten, waarna hij later doorstroomde tot Formule Renault. In 2009 maakte hij de overstap naar de rallysport. Zijn grootvader, André Chardonnet, die eveneens rallyrijder is geweest, stond ook bekend als de Franse Lancia-importeur. Daarmee beheerde hij ook een privé rally team die eind jaren zeventig en begin jaren tachtig successen boekte met rijder Bernard Darniche in de Lancia Stratos, onder meer in het Wereldkampioenschap Rally. Sébastien was nog enkele jare actief in het Frans rallykampioenschap, voordat hij in 2012, in Monte Carlo, zijn eerste optreden maakte in het WK Rally, waar hij met een Renault Clio een top twintig resultaat boekte. In het restant van het seizoen reed hij een gedeeld WK-programma met een Citroën DS3 R3T, waarmee hij telkens de finish van rally's behaalde. Gesteund door de Franse autosport organisatie, de FFSA, reed hij de WK-ronde in Frankrijk met een Citroën DS3 WRC. Hij eindigde de rally als tiende en greep daarmee naar een kampioenschapspunt toe.

## Complete resultaten in het Wereldkampioenschap Rally

### Overzicht van deelnames
| Seizoen | Inschrijving                      | Auto            | 1      | 2   | 3   | 4      | 5   | 6      | 7   | 8      | 9      | 10     | 11     | 12  | 13  | Pos. | Punten |
| ------- | --------------------------------- | --------------- | ------ | --- | --- | ------ | --- | ------ | --- | ------ | ------ | ------ | ------ | --- | --- | ---- | ------ |
| 2012    | Sébastien Chardonnet              | Renault Clio R3 | MON 19 | ZWE | MEX |        |     |        |     |        |        |        |        |     |     | 30   | 1      |
| 2012    | Sébastien Chardonnet              | Citroën DS3 R3T |        |     |     | POR 25 | ARG | GRI 28 | NZL | FIN 33 | DUI 15 | GBR 19 |        |     |     | 30   | 1      |
| 2012    | Collectif Équipe de France Rallye | Citroën DS3 WRC |        |     |     |        |     |        |     |        |        |        | FRA 10 | ITA | SPA | 30   | 1      |
| 2013*   | Sébastien Chardonnet              | Citroën DS3 R3T | MON 13 | ZWE | MEX | POR    | ARG | GRI    | ITA | FIN    | DUI    | AUS    | FRA    | SPA | GBR | -    | 0      |

* Seizoen loopt nog.